# Sleep (pel·lícula de 2023)
Sleep (hangul 잠 jam) és una pel·lícula de terror i thriller de comèdia negra del 2023 de Corea del Sud escrita dirigida per Jason Yu, en la seva pel·lícula de debut. És protagonitzada per Jung Yu-mi i Lee Sun-kyun. Es va projectar a la secció de la Setmana de la Crítica al 76è Festival Internacional de Cinema de Canes el 21 de maig de 2023. Es va estrenar a Corea del Sud el 6 de setembre de 2023. Lee va morir el 27 de desembre de 2023, fent de Sleep una de les seves últimes aparicions al cinema. S'ha doblat i subtitulat al català.

## Argument
Hyeon-soo i Soo-jin són nuvis. Una nit, descobreix a Hyeon-soo sonàmbul, amb un comportament estrany que no és com ell. Cada vegada que cau la nit, es torna inquieta, per por que el seu marit faci mal al seu nounat.

## Repartiment
- Jung Yu-mi com a Soo-jin
- Lee Sun-kyun com Hyeon-soo
- Kim Gook-hee com a Min-jeong[5]
- Yoon Kyung-ho com a Doctor

## Producció

### Desenvolupament
L'octubre de 2021, els actors Jung Yu-mi i Lee Sun-kyun van confirmar el seu càsting com a parella casada Soo-jin i Hyeon-soo en una pel·lícula de terror escrita i dirigida per Jason Yu i produïda per Lewis Pictures.
Pel que fa a la història, abans de convertir-la en un malson, Jason Yu es va inspirar en els moments en què es preparava per casar-se amb la seva xicota de fa set anys: "A l'escriptura, el meu objectiu era, inicialment, és clar, fer una pel·lícula de gènere divertida. Però, com que el meu tema en aquell moment era el matrimoni, també volia parlar de la vida matrimonial". Yu va explicar: "Al principi, tenia una curiositat superficial sobre el sonambulisme. Després, em vaig preguntar com seria la vida diària d'un ésser que estima que s'ha de quedar al costat d'un sonàmbul." També va afirmar que el son és un bon tema per a una pel·lícula de terror, ja que "el son és un estat de lliurament total al vostre entorn". Yu també va declarar que quan va crear el personatge Soo-jin per primera vegada, tenia en ment a Jung Yu-mi com l'actriu perfecta per al paper.
Durant la preproducció, Bong Joon-ho va mostrar apreciació pel treball de Jason Yu. Yu havia treballat anteriorment com a ajudant de direcció de Bong durant la producció de la seva pel·lícula Okja (2017). Bong va recomanar fermament a Lee Sun-kyun que interpretés el paper del marit, Hyeon-soo. En una entrevista després de l'estrena de la pel·lícula, Yu va confessar: "Mentre filmava Sleep, em vaig trobar, inconscientment i conscientment, intentant imitar la imatge que havia vist a Okja de Bong".

### Rodatge
La Fotografia principal va concloure el 12 d'abril de 2022.

## Estrena
El 17 d'abril de 2023, Sleep va ser seleccionada per ser projectada a la secció Setmana de la Crítica al 76è Festival Internacional de Cinema de Cannes on es va estrenar el 21 de maig de 2023. La projecció va tenir lloc a l'Espai Miramar, amb la presència de Jason Yu, Jung Yu-mi i Lee Sun-kyun.
Els drets de distribució de la pel·lícula van ser adquirits per Lotte Entertainment, que el va llançar a Corea del Sud el 6 de setembre de 2023.

## Recepció

### Taquilla
A partir del 3 d'octubre de 2024, la pel·lícula va recaptar 10.490.192 dòlars a la taquilla local i va acumular 1.470.359 entrades.

### Resposta crítica
Al lloc web de l'agregador de ressenyes Rotten Tomatoes, la pel·lícula té una puntuació d'aprovació del 95% basada en 76 crítiques, amb una valoració mitjana de 7,3/10. El consens dels crítics del lloc web diu: "Executada elegantment, Sleep es basa de manera pròspera sobre una premissa familiar i ofereix calfreds excitants." Metacritic que utilitza una mitjana aritmètica ponderada, va assignar a la pel·lícula una puntuació de 80 sobre 100, basada en 17 crítics, indicant crítiques "generalment favorables".
En revisar la pel·lícula després de l'estrena a Canes, Marilou Duponchel de Trois couleurs la va qualificar de "una perfecció del cinema de gènere on el riure i la por es barregen. Una reflexió profunda i subtil sobre la vida matrimonial". Jean-Baptiste Morain de Les Inrockuptibles la va qualificar de "un primer llargmetratge molt reeixit, entre el terror i la comèdia". Luc Chessel de Libération va escriure, "Jason Yu destil·la una atmosfera hàbil d'ansietat". El diari nacional de Singapur The Straits Times va donar a la pel·lícula quatre estrelles de cinc, i va elogiar la pel·lícula per tractar amb "paquets de terrors nocturns misteriosos amb més ensurts que pel·lícules el doble de llargues".
El director Bong Joon-ho va elogiar la pel·lícula com "la pel·lícula de terror més única i la pel·lícula més intel·ligent que he vist en deu anys".

### Reconeixements
| Premi                                                   | Data de cerimònia      | Categoria                              | Receptor(s)                  | Resultat  | Ref.          |
| ------------------------------------------------------- | ---------------------- | -------------------------------------- | ---------------------------- | --------- | ------------- |
| Baeksang Arts Awards                                    | 7 de maig de 2024      | Millor Director Nou                    | Jason Yu                     | Nominat   | [ 26 ] [ 27 ] |
| Baeksang Arts Awards                                    | 7 de maig de 2024      | Millor guió                            | Jason Yu                     | Guanyador | [ 26 ] [ 27 ] |
| Baeksang Arts Awards                                    | 7 de maig de 2024      | Millor actriu                          | Jung Yu-mi                   | Nominat   | [ 26 ] [ 27 ] |
| Blue Dragon Film Awards                                 | 24 de novembre de 2023 | Millor actriu                          | Jung Yu-mi                   | Guanyador | [ 28 ]        |
| Blue Dragon Film Awards                                 | 24 de novembre de 2023 | Millor director novell                 | Jason Yu                     | Nominat   | [ 29 ]        |
| Blue Dragon Film Awards                                 | 24 de novembre de 2023 | Millor muntatge                        | Han Mi-yeon                  | Nominat   | [ 29 ]        |
| Buil Film Awards                                        | 3 d'octubre de 2024    | Millor pel·lícula                      | Sleep                        | Pendent   | [ 30 ]        |
| Buil Film Awards                                        | 3 d'octubre de 2024    | Millor actriu                          | Jung Yu-mi                   | Pendent   | [ 30 ]        |
| Buil Film Awards                                        | 3 d'octubre de 2024    | Millor nou director                    | Jason Yu                     | Pendent   | [ 30 ]        |
| Buil Film Awards                                        | 3 d'octubre de 2024    | Millor guió                            | Jason Yu                     | Pendent   | [ 30 ]        |
| Festival de Cinema de Canes                             | 27 de maig de 2023     | Gran Premi de la Setmana de la Crítica | Jason Yu                     | Nominat   | [ 32 ]        |
| Festival de Cinema de Canes                             | 27 de maig de 2023     | Caméra d'Or                            | Jason Yu                     | Nominat   | [ 33 ]        |
| Grand Bell Awards                                       | 15 de novembre de 2023 | Millor pel·lícula                      | Sleep                        | Nominat   | [ 34 ]        |
| Grand Bell Awards                                       | 15 de novembre de 2023 | Millor actriu                          | Jung Yu-mi                   | Nominat   | [ 34 ]        |
| Grand Bell Awards                                       | 15 de novembre de 2023 | Millor director nou                    | Jason Yu                     | Nominat   | [ 34 ]        |
| Grand Bell Awards                                       | 15 de novembre de 2023 | Millor guió                            | Jason Yu                     | Nominat   | [ 34 ]        |
| Grand Bell Awards                                       | 15 de novembre de 2023 | Millor Música                          | Jang Hyuk-jin, Jang Yong-jin | Nominat   | [ 34 ]        |
| Grand Bell Awards                                       | 15 de novembre de 2023 | Millor so                              | Gong Tae-won                 | Nominat   | [ 34 ]        |
| Premis de l'Associació de Productors de Cinema de Corea | 7 de desembre de 2023  | Millor actriu                          | Jung Yu-mi                   | Guanyador |               |